# Brodiaea
Brodiaea ist eine Pflanzengattung in der Familie der Spargelgewächse (Asparagaceae) innerhalb der Einkeimblättrigen Pflanzen. Die seit 2013 etwa 18 Arten sind im westlichen Nordamerika verbreitet und werden dort englisch cluster-lilies genannt.

## Beschreibung

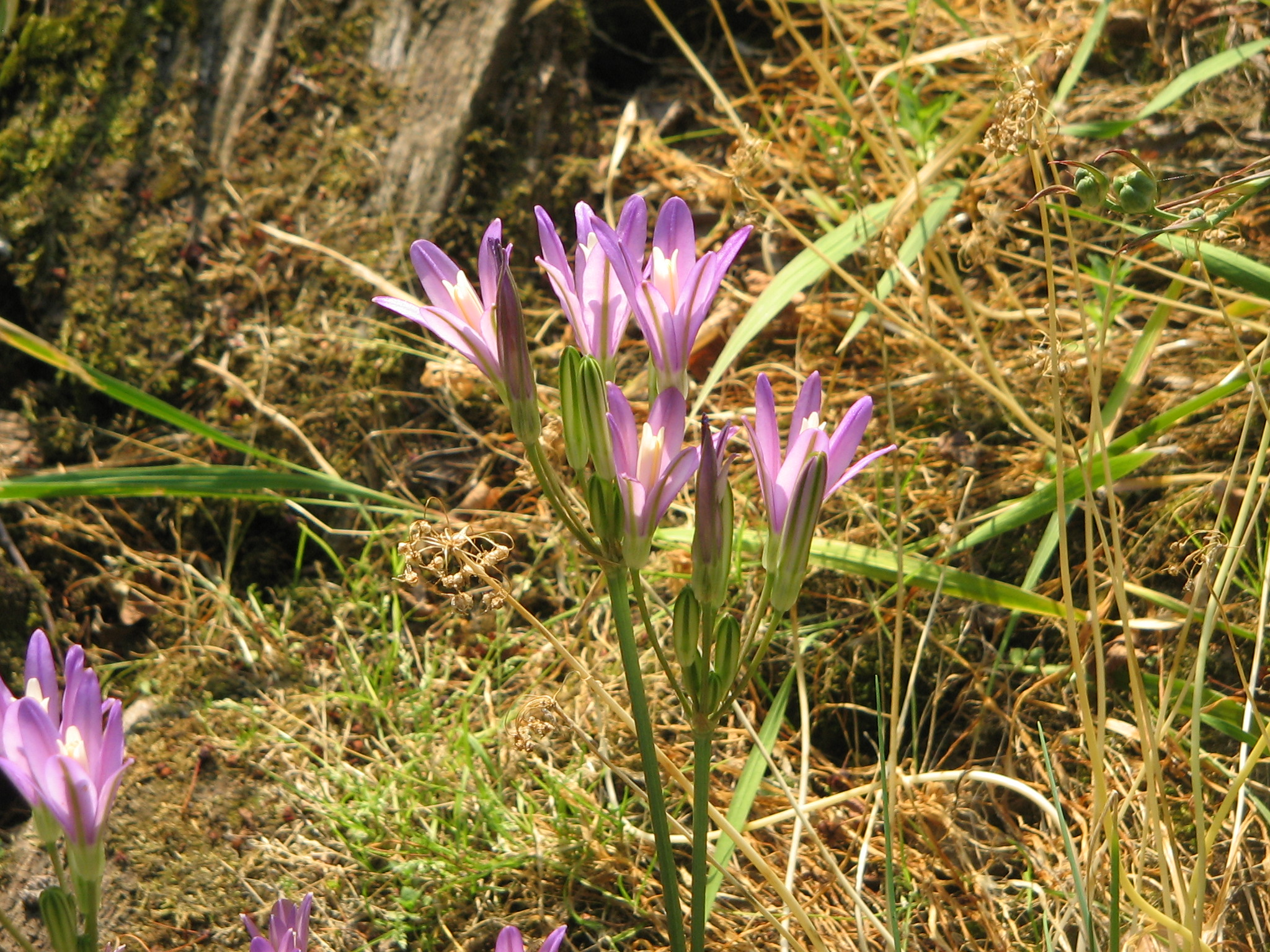
Blütenstände von Brodiaea californica mit gestielten Blüten und Blütenknospen

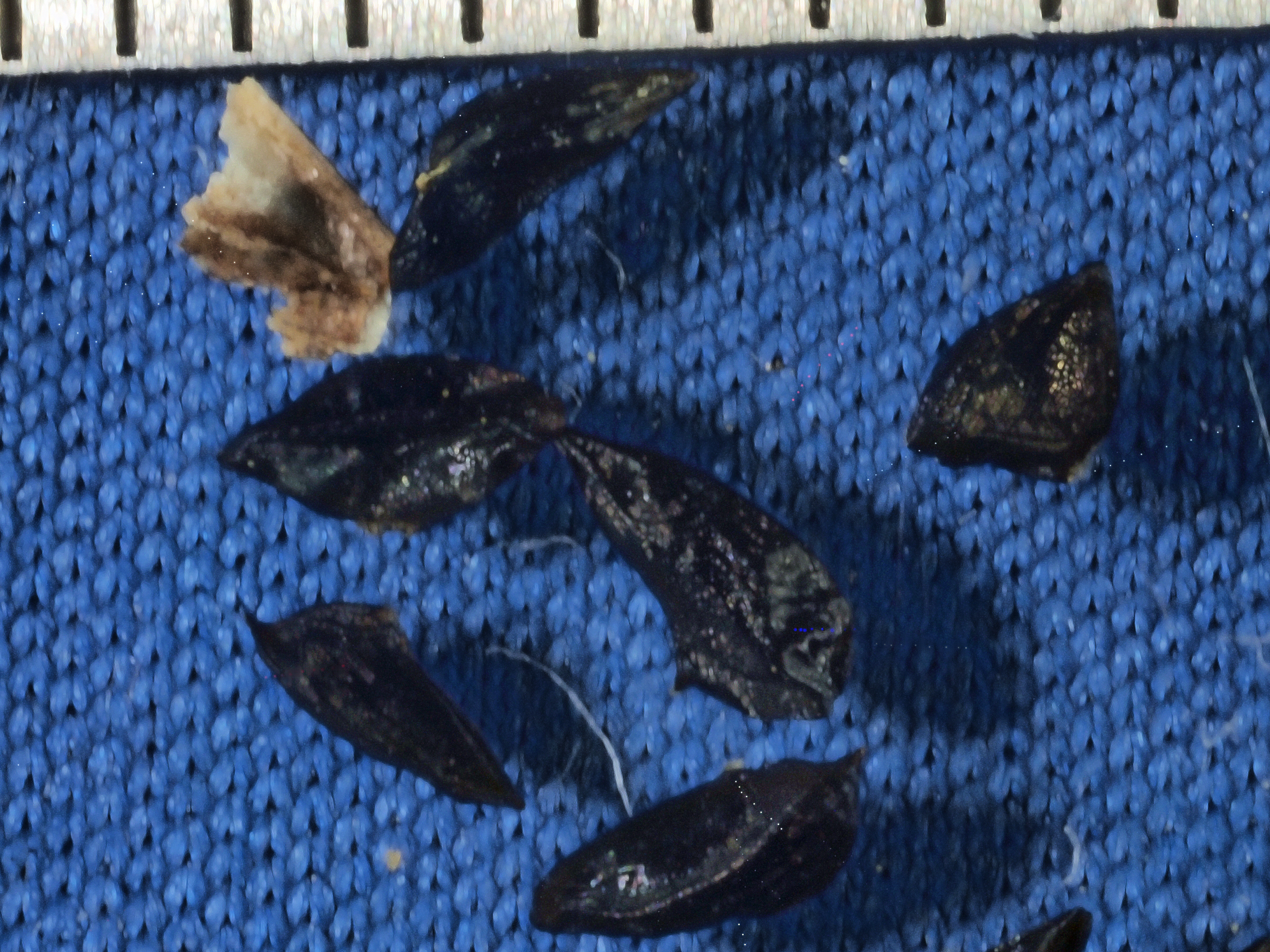
Die schwarzen Samen von Brodiaea californica

### Vegetative Merkmale
Brodiaea-Arten sind ausdauernde krautige Pflanzen. Als Überdauerungsorgane werden faserig umhüllte Pflanzenknollen gebildet.
Je Knolle werden während der Vegetationszeit ein bis sechs schmale Laubblätter produziert. Die einfachen, parallelnervigen Blattspreiten sind linealisch und im Querschnitt sichelförmig.

### Generative Merkmale
Die zylindrischen, meist schlanken, manchmal kräftigen, steifen Blütenstandsschäfte sind kahl. Endständig auf dem je Knolle einzigen Blütenstandsschaft befindet sich ein offener, doldiger Blütenstand. Die auch während des knospigen Zustands den Blütenstand nicht vollständig einhüllenden Tragblätter werden bald trockenhäutig. Es sind auch Deckblätter vorhanden. Die aufrechten Blütenstiele sind an ihrer Basis gegliedert.
Die zwittrigen Blüten sind dreizählig. Es sind zwei Kreise mit je drei blauen bis violetten Blütenhüllblättern vorhanden, die an ihrer Basis verwachsen sind. Die Blütenröhre is schmal-glockenförmig oder trichterförmig. Die drei äußeren Blütenhüllblätter sind schmaler als die inneren drei.
Es sind zwei Kreise mit je drei Staubblättern vorhanden, wobei nur die des inneren Kreises fertil sind. Bei beinahe allen Arten befinden sich innerhalb der Blütenhüllblätter und mit diesen verwachsen drei sterile Staubblätter, also Staminodien, die kleinen Kronblättern ähneln und jeweils den äußeren Blütenhüllblättern gegenüber stehen. BNur bei Brodiaea orcuttii sind keine Staminodien vorhanden. Die drei fertilen Staubblätter befinden sich gegenüber den inneren Blütenhüllblättern. Die Staubfäden sind mit der Blütenröhre verwachsen und ihrer Basis ist manchmal verbreitert und weist je nach Art vielerlei Gestalt auf, beispielsweise dreieckiger Laschen oder manchmal mit Flügeln oder Anhängseln. Die Größe und Form der Staubblätter und der Strukturen an der Basis der Staubfäden sind wichtige Bestimmungsmerkmale. Die basifixen Staubbeutel können am Griffel anliegen. Drei Fruchtblätter zu einem oberständigen, dreikämmerigen Fruchtknoten verwachsen und enthält einige Samenanlagen. Der sitzende Fruchtknoten ist meist grün nur bei Brodiaea jolonensis ist er purpurfarben. Der aufrechte Griffel endet in einer dreilappigen Narbe, die ausgebreitet und zurückgekrümmt sind.
Die eiförmigen Kapselfrüchte öffnen sich fachspaltig = lokulizid. Die Samen sind gerundet bis abgeflacht. Die schwarze Samenschale ist in Längsrichtung gerillt.

### Chromosomensätze
Die Chromosomengrundzahlen betragen x = 6, 8, 12, 16, 18, 20 oder 24. Je nach Art liegen unterschiedliche Ploidiegrade vor.

## Standorte und Gefährdung
Viele Brodiaea-Arten sind an Serpentin- oder andere Böden mit spezieller chemischer Zusammensetzung adaptiert, was zu beschränkten Verbreitungsgebieten führt.
Mehrere Brodiaea-Arten sind selten bzw. gefährdet. Ein Beispiel ist Brodiaea pallida, von der nur zwei Populationen entlang der Grenze zwischen den kalifornischen Counties Tuolumne und Calaveras bekannt sind.

## Systematik und Verbreitung

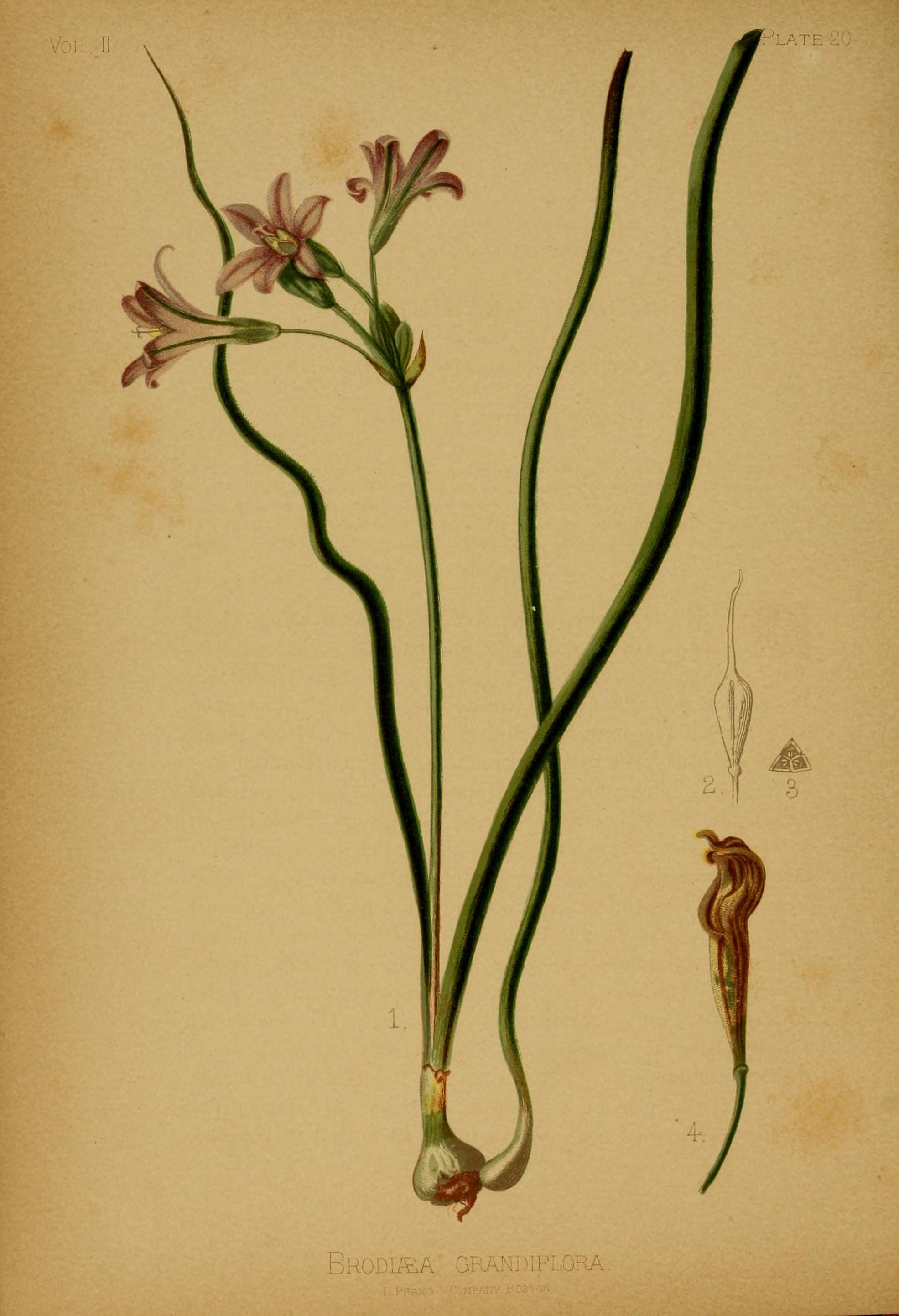
Illustration aus The native flowers and ferns of the United States in their botanical, horticultural and popular aspects, 1879 von Brodiaea coronaria

Die Gattung Brodiaea ist Typusgattung der Unterfamilie Brodiaeoideae, die zur Familie Asparagaceae gehört.

### Botanische Geschichte
Die Gattung Brodiaea gehörte zur Familie Themidaceae.
Der Ursprung des wissenschaftlichen Namens der Gattung Brodiaea ist etwas verworren. Erste Exemplare einer Art des gültig Brodiaea genannten Gattung wurden 1792 erstmals von Archibald Menzies, einem Botaniker der Vancouver Expedition, gesammelt. Menzies erlangte diese Pflanzenexemplare in der Umgebung der Strait of Georgia, die von George Vancouver „New Georgia“ genannt wurde. Der erste publizierte Bezug zu den Pflanzenexemplaren versah sie noch nicht mit einem Namen. Dies geschah 1807 in James Edward Smiths Werk An introduction to physiological and systematical botany, in dem Smith erörterte:

“I cannot conceal a recent discovery which strongly confirms the opinion of my acute and candid friend. Two species of a new genus, found by Mr. Menzies on the West coast of North America, have beautiful liliaceous flowers like an Agapanthus, with six internal petals besides!”

„Ich kann eine neuere Entdeckung nicht verbergen, welche die Meinung meines hitzigen und aufrichtigen Freundes bestätigt. Zwei Arten einer neuen Gattung, die von Mr. Menzies an der Westküste Nordamerikas gefunden wurden, haben wunderschöne lilienartige Blüten wie ein Agapanthus mit sechs inneren Kronblättern dazu!“

Im Folgejahr, Anfang 1808, veröffentlichte Richard Salisbury die Erstbeschreibung der ersten Art, die als Brodiaea-Art akzeptiert wird. in seinem Werk The Paradisus Londinensis und nannte sie Hookera coronaria. Mit dem Gattungsnamen Hookera ehrte er den botanischen Illustrator William Hooker. Kurz darauf benannte Smith eine Moos-Gattung Hookeria und übergab im April 1808 der Linnean Society of London eine formelle Beschreibung einer neuen Gattung, die ebenso wie Salisburys Hookera coronaria auf derselben Art basierte, von ihm jedoch Brodiaea genannt wurde; den Gattungsnamen Brodiaea wählte er zu Ehren des schottischen Botanikers James Brodie. Es erfolgte jedoch keine formelle Veröffentlichung, bevor Smiths Präsentation 1810 in Druck ging. George Boulger, schreibt im Dictionary of National Biography, dass Smiths Aktionen vorsätzlich geplant waren, um Salisbury der Namensgebung für die Gattung zu berauben.

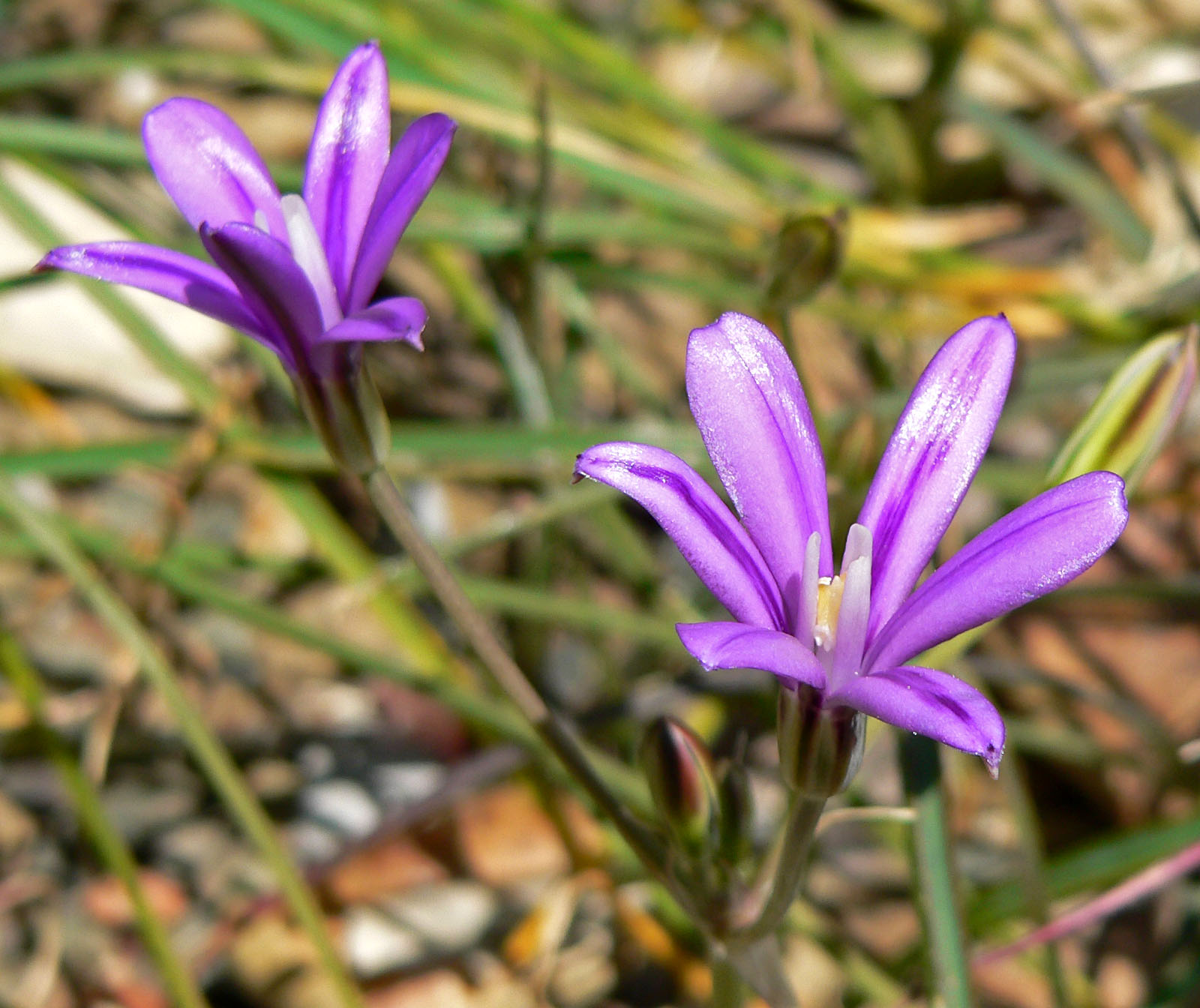
Brodiaea appendiculata

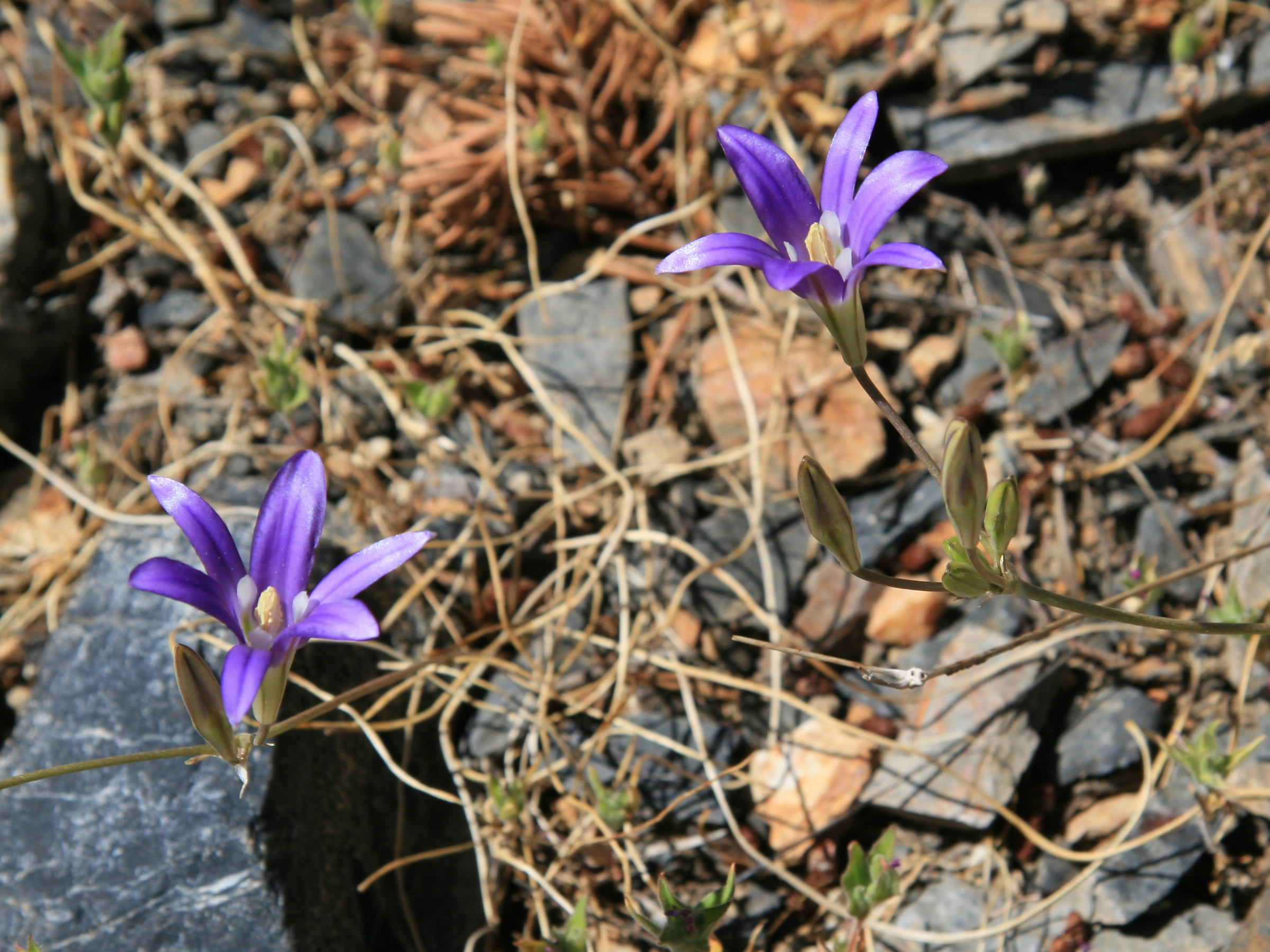
Brodiaea elegans

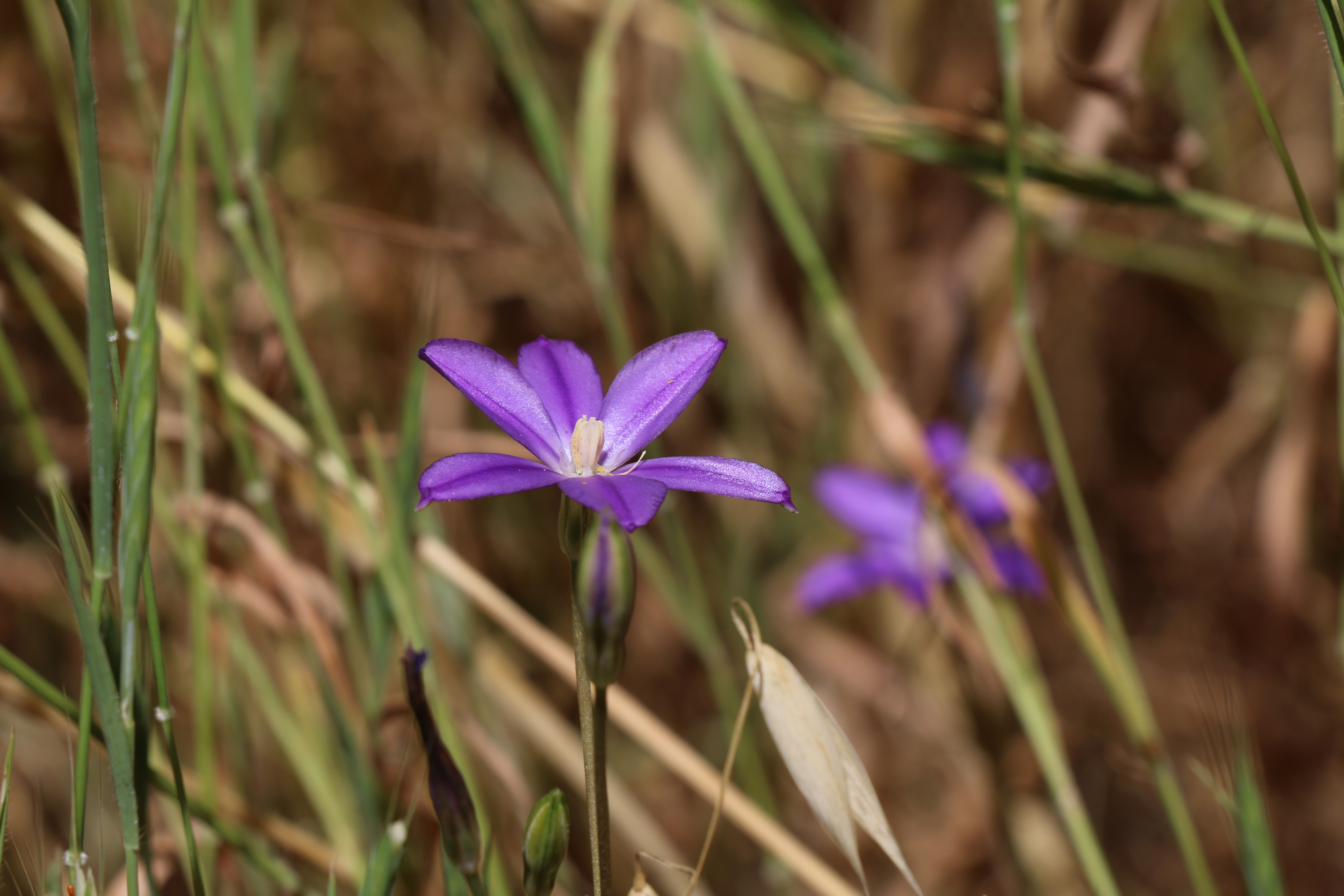
Brodiaea filifolia

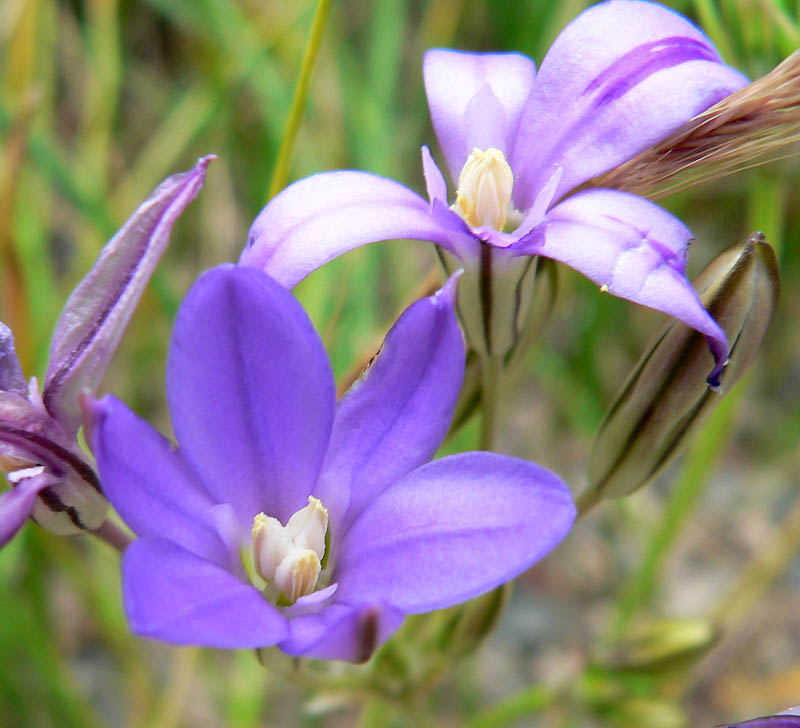
Brodiaea kinkiensis

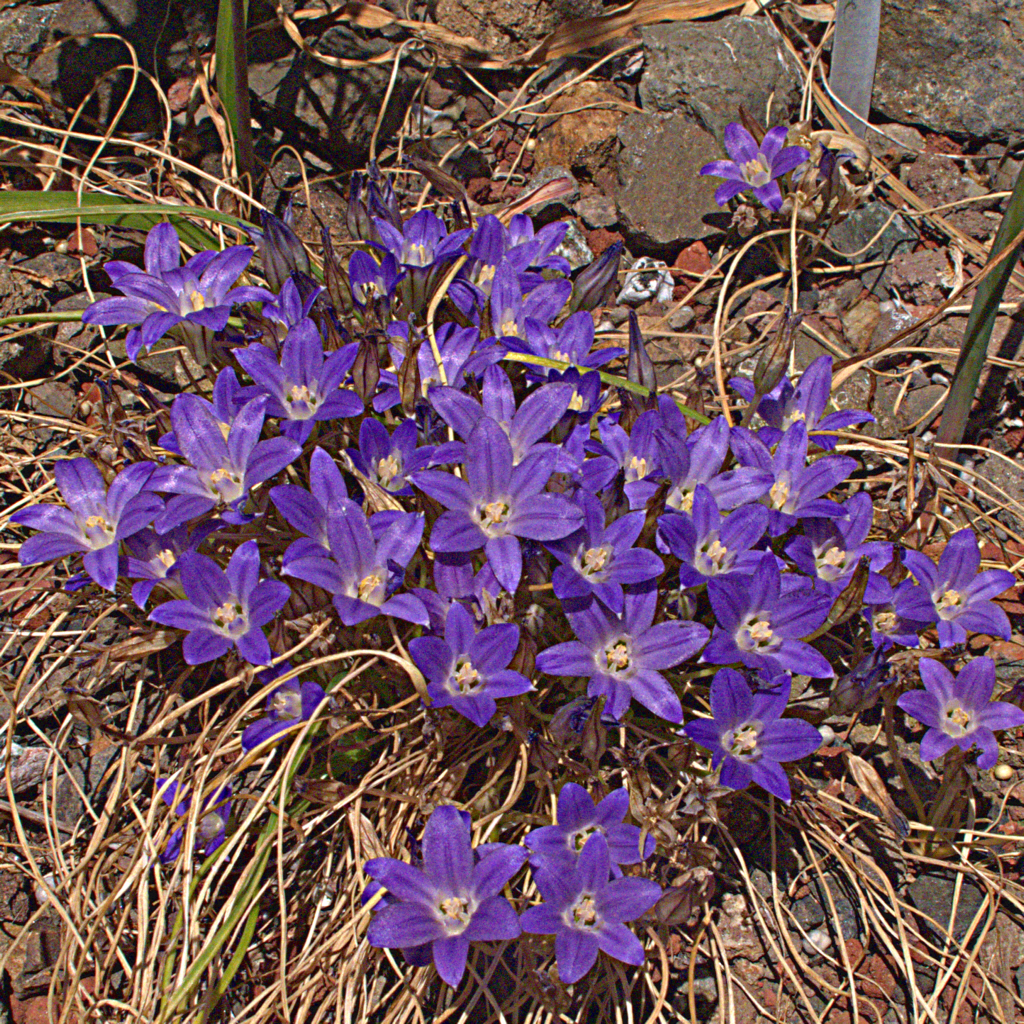
Brodiaea minor

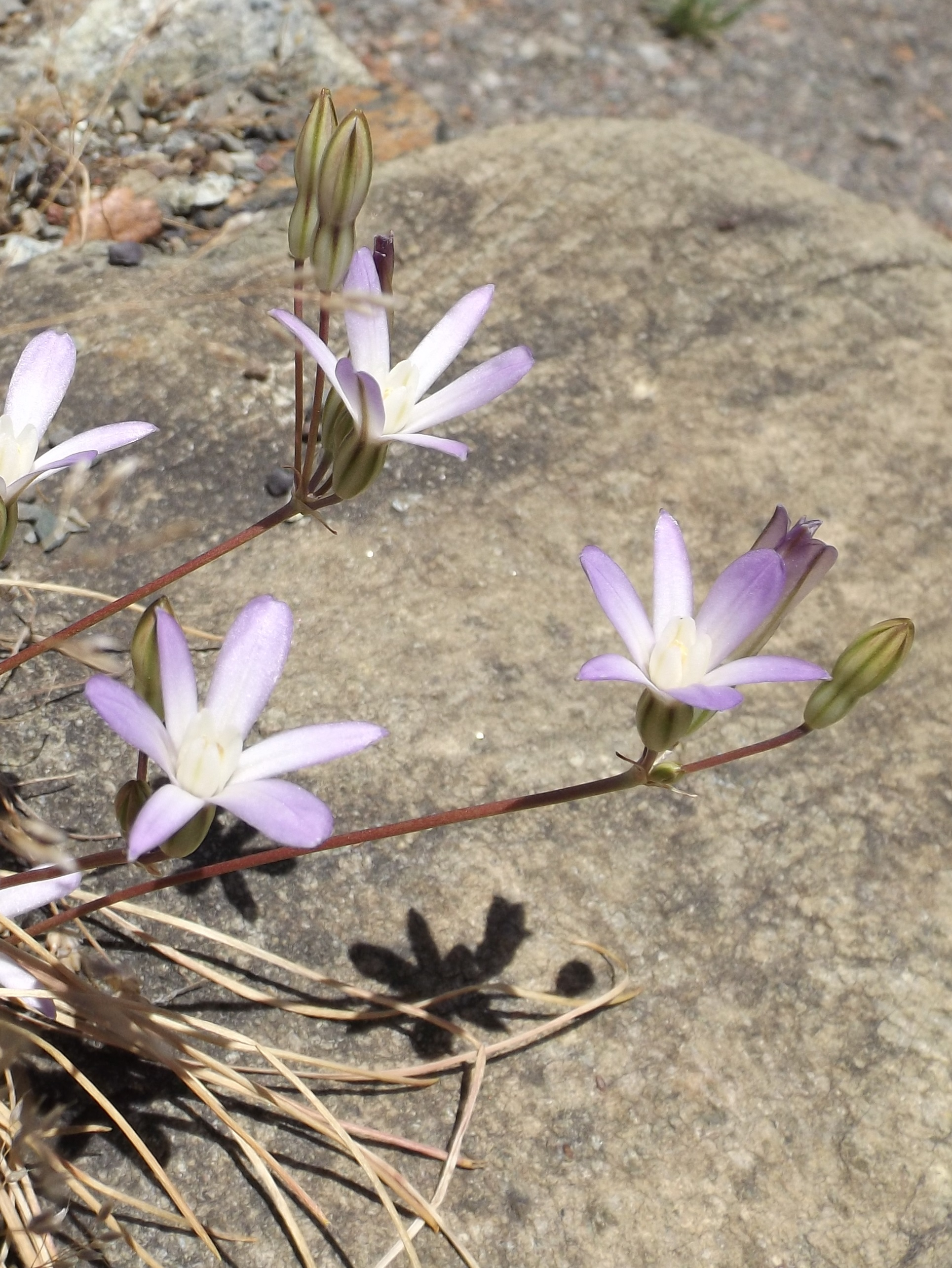
Brodiaea pallida

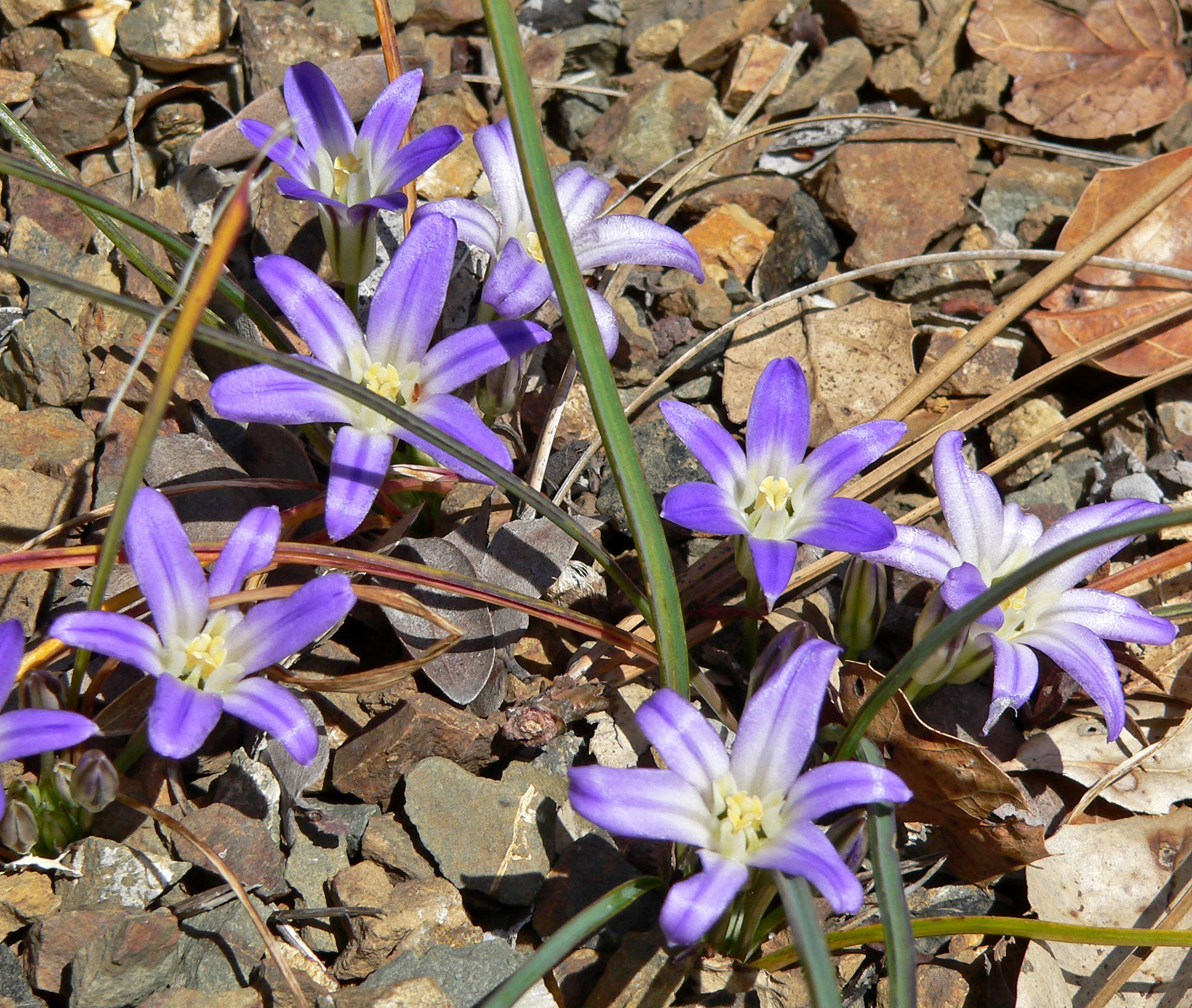
Brodiaea terrestris

Wenn dies tatsächlich Smiths Intention war, so war sein Vorgehen erfolgreich, da – obwohl Salisburys Gattungsname Hookera Priorität gegenüber Smiths Namen Brodiaea genießt – Namen, die sich so ähnlich sind wie Hookera und Hookeria als verwirrend gelten, so dass ein formeller Vorschlag für ein Konservieren der Namen Brodiaea und Hookeria anstelle von Hookera akzeptiert wurde. Brodiaea ist daher ein Nomen conservandum, was in botanischen wissenschaftlichen Artbeiten durch die Abkürzung „nom. cons.“ nach dem wissenschaftlichen Namen ausgedrückt wird. Die Typus-Art ist Brodiaea coronaria (Salisb.) Jeps., und der ursprüngliche Typus (Brodiaea grandiflora Sm.) ist ein illegitimer Name.
Die akzeptierte Erstveröffentlichung der Gattung Brodiaea Sm. nom. cons. erfolge 1810 durch J. E. Smith in Characters of a new Liliaceous genus called Brodiaea. in Transactions of the Linnean Society, Volume 10, S. 1–5. Ein Synonym für Brodiaea Sm. nom. cons. ist Hookera Salisb. nom. rej.
Eine Revision der Gattung Brodiaea erfolgte durch R. F. Hoover in A revision of the genus Brodiaea. in American Midland Naturalist, Volume 22, 1939, S. 551–574. Cytologische Untersuchungen wurden durch M. P. Burbanck in Cytological and taxonomic studies in the genus Brodiaea. in Botanical Gazette (Chicago, 111.) Volume 103, 1941, S. 247–265 veröffentlicht. Eine wichtige Studie zur Gattung Brodiaea erfolgte durch T. F. Niehaus in A biosystematic study of the genus Brodiaea (Amaryllidaceae). in University of California Publications in Botany, Volume 60, 1971, S. 1–67.

### Ähnliche Gattungen
Brodiaea wird im anglo-amerikanischen Raum als Trivialname sowohl für Vertreter der Gattung Brodiaea als auch für die Arten der Gattungen Dichelostemma und Triteleia verwendet. Die letzteren beiden Gattungen wurden einst als Teil der Gattung Brodiaea angesehen. Von Dichelostemma unterscheidet sich Brodiaea durch den Blütenstiel, der gerade statt gekrümmt oder verdreht ist, ein normalerweise lockerer doldiger Blütenstand (im Gegensatz zum dichten bei Dichelostemma) und das Vorhandensein von drei Staminodien anstelle von Fortsätzen, die kronblattartig sind und außerhalb der Blütenhülle eine Röhre bilden. Von Triteleia unterscheidet sich Brodiaea durch die drei fertilen Staubblätter anstelle von sechs.
Die Monophylie der Gattung Brodiaea wird kontrovers diskutiert. Es könnte Überschneidungen (Paraphylie) zu Dichelostemma geben, wurde bei Pires 2001 erwähnt.
Zahlreiche bei der Erstbeschreibung als Angehörige der Gattung Brodiaea bezeichnete Taxa, gelten als Vertreter anderer Gattungen wie Androstephium, Beauverdia, Dandya, Dichelostemma, Leucocoryne, Nothoscordum, Tristagma, Triteleia, Triteleiopsis und stehen damit teilweise sogar in anderen Unterfamilien und Familien.

### Arten und ihre Verbreitung
Die Arten und Unterarten der Gattung Brodiaea kommen entlang der Pazifikküste Nordamerikas von British Columbia über Kalifornien bis auf die Halbinsel Baja California vor. Sie sind insbesondere nördlichen Kalifornien verbreitet.
Brodiaea-Arten sind im westlichen Nordamerika im Norden von der kanadischen Provinz British Columbia über die Westküste der Vereinigten Staaten bis ins nordwestliche Mexiko im Süden verbreitet. Die Mehrzahl der Arten sind Endemiten, die nur in kleinen Gebieten in Kalifornien vorkommen.
Seit 2007 gibt es etwa 17 und seit 2013 18 Brodiaea-Arten:
- Brodiaea appendiculata Hoover: Dieser Endemit kommt nur im zentralen Kalifornien vor.[8]
- Brodiaea californica Lindl. ex Lem.: Sie kommt nur im nördlichen Kalifornien sowie südwestlichen Oregon vor.[8]: Es gibt seit 2001 zwei Unterarten:
  - Brodiaea californica Lindl. ex Lem. subsp. californica: Sie kommt nur im nördlichen Kalifornien vor.[7]
  - Brodiaea californica subsp. leptandra (Greene) J.C.Pires (Syn.: Brodiaea californica var. leptandra (Greene) Hoover, Hookera leptandra Greene, Brodiaea leptandra (Greene) Baker, Hookera synandra A.Heller, Brodiaea synandra (A.Heller) Jeps.): Sie hat seit 2001 den Rang einer Unterart. Sie kommt nur in den kalifornischen Counties Lake County, Napa County sowie Sonoma County vor.[7]
- Brodiaea coronaria (Salisb.) Engl.: Sie ist auch im neuen Artumfang im westlichen Nordamerika von British Columbia über Washington sowie Oregon bis Kalifornien verbreitet.[3]
- Brodiaea elegans Hoover: Sie kommt im westlichen Oregon und Großteil von Kalifornien vor.[8]
- Brodiaea filifolia S.Watson: Sie kommt nur im südlichen Kalifornien vor.[8]
- Brodiaea insignis (Jeps.) Niehaus: Dieser Endemit kommt nur im Tulare County vor.[8][21]
- Brodiaea jolonensis Eastw.: Sie kommt vom südlichen Kalifornien bis ins nördliche Baja California vor.[8]
- Brodiaea kinkiensis Niehaus: Dieser Endemit kommt nur auf San Clemente Island vor.[8]
- Brodiaea matsonii R.E.Preston: Sie wurde 2010/2011 erstbeschrieben. Dieser Endemit kommt nur im kalifornischen Shasta County vor. Sie wurde dort bisher nur eine Population entlang des Sulphur Creek in Redding gefunden.[22]
- Brodiaea minor (Benth.) S.Watson (Syn.: Brodiaea purdyi Eastw., Brodiaea grandiflora var. minor Benth., Hookera minor (S.Watson) Britten ex Greene, Hookera purdyi A.Heller): Sie kommt nur im nördlichen-zentralen Kalifornien vor.[8][21]
- Brodiaea nana Hoover: Sie kommt nur im nördlichen Kalifornien vor.[21]
- Brodiaea orcuttii (Greene) Baker: Sie kommt vom südlichen Kalifornien bis ins nördliche Baja California vor.[8]
- Brodiaea pallida Hoover: Sie kommt nur in den Counties Calaveras und Tuolumne vor.[8][21]
- Brodiaea rosea (Greene) Baker (Syn.: Brodiaea coronaria subsp. rosea (Greene) T.F.Niehaus, Hookera rosea Greene, Brodiaea coronaria var. rosea (Greene) Hoover und Brodiaea howellii Eastw. non S.Watson): Sie wurde 2013 auf Artrang reaktiviert. Es gibt seit 2013 zwei Unterarten:[3]
  - Brodiaea rosea (Greene) Baker subsp. rosea: Ihr werden viel mehr Populationen zugerechnet als der bisherigen Brodiaea coronaria subsp. rosea (Greene) T.F.Niehaus. Es gibt zwei disjunkte Populationsgruppen. Die südliche Gruppe besitzt Populationen in einem weiten Bogen von Kaliforniens inneren Nördlichen Küstengebirge sowie dem südöstlichen Klamath-Bergen, in Richtung Norden zmu südlichen Kaskadengebirge Oregons und dann südlich ins Modoc-Plateau. Die nördliche Gruppe besitzt Populationen im südwestlichen British Columbia, Vancouver Island, den San Juan Inseln und den Küstengieten Washington im Gebiet von Puget Sound.[3]
  - Brodiaea rosea (Greene) Baker subsp. vallicola R.E.Preston: Sie wurde 2013 erstbeschrieben. Sie gedeiht am östlichen Rand des Sacramento sowie San Joaquin Tales und den angrenzenden Vorgebirge der Sierra Nevada von Butte County bis Calaveras County nur in Höhenlagen von 10 bis 335 Metern.[3]
- Brodiaea santarosae T.J.Chester: Sie wurde 2007 erstbeschrieben. Sie wurde bisher nur in den südlichen kalifornischen Counties Riverside sowie San Diego gefunden.[23][24][7]
- Brodiaea sierrae R.E.Preston: Sie wurde 2006 erstbeschrieben. Sie wurde bisher nur in den zentralkalifornischen Counties Butte, Yuba und Nevada gefunden.[7]
- Brodiaea stellaris S.Watson: Sie kommt nur in den Counties Sonoma, Mendocino sowie Humboldt vor.[8][21]
- Brodiaea terrestris Kellogg: Sie kommt im südwestlichen Oregon und im küstennahen sowie südlichen Kalifornien vor.[8]

## Nutzung
Eine Reihe von Arten der Gattung Brodiaea werden als Zierpflanzen verwendet. Arten wie Brodiaea californica und Brodiaea coronaria werden für sonnige Lagen in Gärten empfohlen, wo sie die Blütepriode der meisten „Zwiebelblüher“ ausweiten, weil sie eher im Frühsommer als im Frühjahr zur Blüte kommen. Die Blütenstände der größeren Arten können getrocknet werden, um sie im Winter zu dekorativen Zwecken zu nutzen. Kleinere Arten wie Brodiaea terrestris können in Frühbeeten oder Gewächshäusern mit speziellen Bedingungen gepflegt werden.